# Diospilus tereshkini
Diospilus tereshkini är en stekelart som beskrevs av Lobodenko 1999. Diospilus tereshkini ingår i släktet Diospilus och familjen bracksteklar. Inga underarter finns listade i Catalogue of Life.